# جاري ديكر
جاري ديكر (بالإنجليزية: Gary Dicker)‏ (31 يوليو 1986 بدبلن في جمهورية أيرلندا - ) هو لاعب كرة قدم أيرلندي في مركز الوسط. شارك مع منتخب جمهورية أيرلندا تحت 20 سنة لكرة القدم ومنتخب جمهورية أيرلندا تحت 21 سنة لكرة القدم. أما مع النوادي، فقد لعب مع برايتون أند هوف ألبيون وبرمنغهام سيتي وستوكبورت كونتي ونادي كلية جامعة دبلن ونادي كيلمارنوك ونادي كارلايل يونايتد ونادي كرولي تاون ونادي روتشديل.

## وصلات خارجية
- جاري ديكر على موقع قاعدة بيانات كرة القدم.إي يو (الإنجليزية)
- جاري ديكر على موقع Soccerbase.com (لاعب) (الإنجليزية)